# Майскелланеус

Старий логотип клубу

Спортивний клуб Майскелланеус або просто «Майскелланеус» (англ. Miscellaneous Sporting Club) — ботсванський футбольний клуб з міста Серове.

## Історія
Спортивний клуб «Майскелланеус» було створено в 1962 році в місті Серове в Центрального окрузі. У сезонах 2010/11—2013/14 роках виступав у Прем'єр-ліга. У сзоні 2013/14 років клуб посів передостаннє 15-те місце та вилетів до Першого дивізіону. У сезоні 2014/15 років команда посіла друге місце в Першому дивізіоні та у матчах плей-оф завювали путівку до Прем'єр-ліги. Сезон 2015/16 років у національному чемпіонаті виявився найкращим за всю історію клубу, Майскелланеус СК Серове посів високе 6-те місце по його завершенню.

## Досягнення
- Перший дивізіон чемпіонату Ботсвани з футболу
  -  Срібний призер (1):
- Прем'єр-ліга
  - 6-те місце (1): 2015/16